# Patinação de velocidade em pista curta nos Jogos Olímpicos de Inverno de 2018 - 500 m masculino
A prova de 500 m masculino da patinação de velocidade em pista curta nos Jogos Olímpicos de Inverno de 2018 foi disputada na Arena de Gelo Gangneung, localizada na subsede de Gangneung nos dias 20 e 22 de fevereiro.

## Medalhistas
| Ouro   | CHN Wu Dajing      |
| Prata  | KOR Hwang Dae-heon |
| Bronze | KOR Lim Hyo-jun    |

## Recordes
Antes desta competição, os recordes mundiais e olímpicos da prova eram os seguintes:
| Tipo | Atleta          | Tempo    | Local     | Data                    |
| ---- | --------------- | -------- | --------- | ----------------------- |
|      | J. R. Celski    | 39.937 s | Calgary   | 21 de outubro de 2012   |
|      | Charles Hamelin | 40.770 s | Vancouver | 26 de fevereiro de 2010 |

Os seguintes recordes mundiais e/ou olímpicos foram estabelecidos durante esta competição:
| Tipo                               | Fase               | Atleta    | Tempo    | Local       | Data                    | Ref   |
| ---------------------------------- | ------------------ | --------- | -------- | ----------- | ----------------------- | ----- |
| Recorde olímpico                   | Eliminatórias 1    | Wu Dajing | 40.264 s | PyeongChang | 20 de fevereiro de 2018 | [ 2 ] |
| Recorde mundial · Recorde olímpico | Quartas de final 2 | Wu Dajing | 39.800 s | PyeongChang | 22 de fevereiro de 2018 | [ 3 ] |
| Recorde mundial · Recorde olímpico | Final A            | Wu Dajing | 39.584 s | PyeongChang | 22 de fevereiro de 2018 | [ 5 ] |

## Resultados

### Eliminatórias
| Pos. | Bateria | Atleta                     | Tempo    | Notas |
| ---- | ------- | -------------------------- | -------- | ----- |
| 1    | 1       | CHN Wu Dajing              | 40.264   | Q     |
| 2    | 1       | POL Bartosz Konopko        | 41.039   | Q     |
| 3    | 1       | AUS Andy Jung              | 1:03.137 |       |
| 4    | 1       | FRA Thibaut Fauconnet      | 1:04.756 |       |
| 6    | 1       | USA Aaron Tran             | 99.999 ! | PEN   |
| 1    | 2       | CAN Samuel Girard          | 40.493   | Q     |
| 2    | 2       | LAT Roberts Zvejnieks      | 40.563   | Q     |
| 3    | 2       | ITA Yuri Confortola        | 40.869   |       |
| 4    | 2       | ISR Vladislav Bykanov      | 47.177   |       |
| 1    | 3       | KOR Seo Yi-ra              | 40.438   | Q     |
| 2    | 3       | NED Dylan Hoogerwerf       | 40.657   | Q     |
| 3    | 3       | FRA Sébastien Lepape       | 40.900   |       |
| 4    | 3       | HUN Viktor Knoch           | 1:06.040 |       |
| 1    | 4       | KOR Lim Hyo-jun            | 40.418   | Q     |
| 2    | 4       | NED Daan Breeuwsma         | 40.806   | Q     |
| 3    | 4       | KAZ Denis Nikisha          | 41.436   | ADV   |
| 6    | 4       | CAN Charles Hamelin        | 99.999 ! | PEN   |
| 1    | 5       | CHN Ren Ziwei              | 40.294   | Q     |
| 2    | 5       | OAR Aleksandr Shulginov    | 40.585   | Q     |
| 3    | 5       | KAZ Nurbergen Zhumagaziyev | 40.748   | ADV   |
| 6    | 5       | NED Sjinkie Knegt          | 99.999 ! | PEN   |
| 1    | 6       | HUN Shaoang Liu            | 40.526   | Q     |
| 2    | 6       | JPN Ryosuke Sakazume       | 40.658   | Q     |
| 3    | 6       | KAZ Abzal Azhgaliyev       | 43.388   | ADV   |
| 6    | 6       | OAR Pavel Sitnikov         | 99.999 ! | PEN   |
| 1    | 7       | KOR Hwang Dae-heon         | 40.758   | Q     |
| 2    | 7       | JPN Keita Watanabe         | 41.678   | Q     |
| 3    | 7       | USA Thomas Hong            | 43.096   |       |
| 6    | 7       | PRK Jong Kwang-bom         | 99.999 ! | PEN   |
| 1    | 8       | HUN Shaolin Sándor Liu     | 40.650   | Q     |
| 2    | 8       | CHN Han Tianyu             | 40.744   | Q     |
| 3    | 8       | OAR Semion Elistratov      | 40.829   |       |
| 4    | 8       | USA John-Henry Krueger     | 41.008   |       |

### Quartas de final
| Pos. | Bateria | Atleta                     | Tempo    | Notas |
| ---- | ------- | -------------------------- | -------- | ----- |
| 1    | 1       | CHN Ren Ziwei              | 40.032   | Q     |
| 2    | 1       | HUN Shaolin Sándor Liu     | 40.471   | Q     |
| 3    | 1       | KAZ Denis Nikisha          | 40.806   |       |
| 4    | 1       | OAR Aleksandr Shulginov    | 54.498   |       |
| 5    | 1       | POL Bartosz Konopko        | 1:10.996 |       |
| 1    | 2       | CHN Wu Dajing              | 39.800   | Q     |
| 2    | 2       | KOR Hwang Dae-heon         | 40.861   | Q     |
| 3    | 2       | LAT Roberts Zvejnieks      | 40.904   |       |
| 4    | 2       | JPN Keita Watanabe         | 41.354   |       |
| 5    | 2       | KAZ Nurbergen Zhumagaziyev | DNF      |       |
| 1    | 3       | CAN Samuel Girard          | 40.477   | Q     |
| 2    | 3       | JPN Ryosuke Sakazume       | 40.563   | Q     |
| 3    | 3       | CHN Han Tianyu             | 1:14.891 |       |
| 4    | 3       | KOR Seo Yi-ra              | 1:17.779 |       |
| 1    | 4       | KOR Lim Hyo-jun            | 40.400   | Q     |
| 2    | 4       | NED Daan Breeuwsma         | 40.677   | Q     |
| 3    | 4       | NED Dylan Hoogerwerf       | 41.007   |       |
| 4    | 4       | KAZ Abzal Azhgaliyev       | 41.616   | ADV   |
| 6    | 4       | HUN Shaoang Liu            | 99.999 ! | PEN   |

### Semifinais
| Pos. | Bateria | Atleta                 | Tempo  | Notas |
| ---- | ------- | ---------------------- | ------ | ----- |
| 1    | 1       | CHN Wu Dajing          | 40.087 | QA    |
| 2    | 1       | CAN Samuel Girard      | 40.185 | QA    |
| 3    | 1       | HUN Shaolin Sándor Liu | 40.399 | QB    |
| 4    | 1       | NED Daan Breeuwsma     | 40.775 | QB    |
| 5    | 1       | KAZ Abzal Azhgaliyev   | 40.835 |       |
| 1    | 2       | KOR Hwang Dae-heon     | 40.108 | QA    |
| 2    | 2       | KOR Lim Hyo-jun        | 40.132 | QA    |
| 3    | 2       | CHN Ren Ziwei          | 40.418 | QB    |
| 4    | 2       | JPN Ryosuke Sakazume   | 40.434 | QB    |

### Finais

#### Final B
| Pos. | Atleta                 | Tempo  | Notas |
| ---- | ---------------------- | ------ | ----- |
| 5    | HUN Shaolin Sándor Liu | 40.651 |       |
| 6    | CHN Ren Ziwei          | 40.694 |       |
| 7    | NED Daan Breeuwsma     | 40.835 |       |
| 8    | JPN Ryosuke Sakazume   | 40.985 |       |

#### Final A
| Pos. | Atleta             | Tempo  | Notas                              |
| ---- | ------------------ | ------ | ---------------------------------- |
| 1    | CHN Wu Dajing      | 39.584 | Recorde mundial · Recorde olímpico |
| 2    | KOR Hwang Dae-heon | 39.854 |                                    |
| 3    | KOR Lim Hyo-jun    | 39.919 |                                    |
| 4    | CAN Samuel Girard  | 39.987 |                                    |

Legenda
| Recorde mundial      | Recorde mundial (World record)               |                       | Recorde africano                      | Recorde africano (African) |                                           | Q | Classificado por posição (Qualified) |
| Recorde olímpico     | Recorde olímpico (Olympic record)            | Recorde da América    | Recorde da América (Americas)         | q                          | Classificado por melhor tempo (Qualified) |   |                                      |
| Melhor marca do ano  | Melhor marca do ano (World leading)          | Recorde asiático      | Recorde asiático (Asian)              | DNS                        | Não largou (Did not start)                |   |                                      |
| Recorde nacional     | Recorde nacional (National record)           | Recorde europeu       | Recorde europeu (European)            | DNF                        | Não terminou (Did not finish)             |   |                                      |
| Recorde pessoal      | Recorde pessoal do atleta (Personal best)    | Recorde da Oceania    | Recorde da Oceania (Oceania)          | DSQ / DQ                   | Desclassificado (Disqualified)            |   |                                      |
| Recorde da temporada | Recorde da temporada do atleta (Season best) | Recorde sul-americano | Recorde sul-americano (South America) | NM                         | Sem marca (No mark)                       |   |                                      |

### Patinação de velocidade
| Recorde de pista | Recorde da pista (Track record)               |  |  |
| QA               | Classificado para a final A                   |  |  |
| QB               | Classificado para a final B                   |  |  |
| ADV              | Classificado após decisão arbitral (Advanced) |  |  |
| PEN              | Pênalti                                       |  |  |
| YC               | Cartão amarelo (Yellow Card)                  |  |  |